# 阿利希キリア
阿利希 キリア（ありき きりあ）（旧名：阿利希 カレラ／ありき かれら、1987年6月3日 - ）は、日本のAV女優。マークスジャパン（マークスグループ）所属。
趣味・特技:旅行、ホットヨガ、ジム

## 略歴・人物
2009年11月にAVデビュー。

## 出演作品

### アダルトビデオ
2009年
- ZERO 17 （11月3日、プレステージ）
- +おいしいクチビル （12月1日、プレステージ）

2010年
- AV女優、お貸しします。 SPECIAL.02 （1月1日、プレステージ）
- ○校生の時大好きだった同級生は、阿利希カレラという人気AV女優になっていた――。気まずいけど、監督女優の関係で○校生の時を思い出しながらハメ撮りをした。（5月27日、SODクリエイト）
- 美しいタラコ唇の接吻とフェラチオ （8月25日、美）
- お口の愛人 俺のハメチオ女 （9月24日、レアル・ワークス）
- 健全店でナマ殺されてアンアン言ってアピールしてたら… （10月5日、ワープエンタテインメント）
- メガフェラチオ 05 （10月22日、レアル・ワークス）
- マンズる女をオカズにしながら、センズる自分もオカズにされちゃう 変態相互オナニー （11月15日、ワープエンタテインメント）
- Tokyo Working Woman 01 （11月18日、プレステージ）
- 早熟オンナのスケベな口ヤリたくなる唇 （11月25日、マドンナ）
- 現役レースクィーン在籍 高級デートクラブ ～120分18万円～ （11月26日、S級素人）

## テレビ番組
- 桃のふくらみ #89（MONDO TV）